# Preußischer 531 Berlin und 532 Berlin
Die Preußischen Triebwagen E.T. 531 Berlin und 532 Berlin waren Triebwagen für den elektrischen Betrieb auf der Lichterfelder Vorortbahn genannten Strecke vom Potsdamer Ring- und Vorortbahnhof in Berlin nach Groß-Lichterfelde Ost. Sie waren ursprünglich für den Betrieb auf der von der AEG geplanten GN-Bahn vorgesehen und kamen nach einem Umweg über Hamburg zur Lichterfelder Vorortstrecke. Dort bestand seit 1903 ein elektrischer Versuchsbetrieb mit Triebwagen. Nach der Umstellung der Strecke auf das bis heute bei der Berliner S-Bahn vorherrschende Stromsystem mit von unten bestrichener Stromschiene wurden die Wagen 1930 ausgemustert. Beide Wagen sind nicht erhalten.

## Geschichte
Die AEG-Schnellbahn AG bestellte 1915 bei Van der Zypen & Charlier zwei Versuchstriebwagen für die ab 1913 in Bau befindliche GN-Bahn-Strecke in Berlin, die heutige U8. Nach anderen Angaben wurde der zweite Wagen bei der Aktiengesellschaft für Fabrikation von Eisenbahnmaterial zu Görlitz gefertigt. Die elektrische Ausrüstung lieferte die AEG, die Muttergesellschaft der AEG-Schnellbahn AG. Da der Bau der Strecke durch den Ersten Weltkrieg nicht vorankam, kamen die Fahrzeuge auf der vorgesehenen Strecke nie zum Einsatz.

Versuchswagen auf dem Prüfgleis der AEG in Hennigsdorf, 1916

Die beiden Triebwagen wurden unter den Fabrik-Nummern 118 557 und 118 558 in Köln-Deutz gefertigt und waren im Frühjahr 1916 zur Auslieferung bereit. Die ersten Testfahrten absolvierten beide Fahrzeuge auf dem Gelände des AEG-Werks in Hennigsdorf bei Berlin, wo die bahnamtliche Abnahme erfolgte. 1918 suchte die AEG nach einem neuen Verwendungszweck für beide Triebwagen, da ein Weiterbau der U-Bahn-Strecke nicht absehbar war. Die Hamburger Hochbahn kaufte daraufhin beide Wagen an. Da die Wagen über das Lichtraumprofil der Hamburger U-Bahn-Tunnel hinausragten und die finanziellen Mittel für eine Anpassung fehlten, erfolgte dort kein planmäßiger Einsatz. Ob die Wagen in Hamburg überhaupt fuhren, ist nicht bekannt. Im März 1920 erwarb die Preußische Staatsbahn beide Wagen für je 100.000 Mark. Die Wagen wurden von Hamburg über Hennigsdorf zum Ausbesserungswerk Berlin-Tempelhof überführt, wo der Umbau zu Eisenbahnwagen erfolgte. Unter anderem wurden die automatische Scharfenbergkupplung durch eine Schraubenkupplung ersetzt und Puffer an den Wagenenden montiert. Ebenso fanden eine Anpassung der Druckluftbremse und ein Austausch der Radreifenprofile statt. Die Höchstgeschwindigkeit wurde mittels einer geänderten Getriebeübersetzung von 60 auf 50 km/h abgesenkt. An den Stirnwänden wurden Oberlichtlaternen zur Anzeige des Zugschlusssignals angebracht. Für die Schützsteuerung mussten neue Steuerleitungen verlegt werden, um die Steuerung mehrerer Triebwagen vom führenden Fahrzeug aus zu ermöglichen. Schlussendlich erhielten die Wagen noch andere Schleifer für die Stromabnahme über eine seitliche, von oben bestrichene Stromschiene und seitlich befestigte Holzbohlen für den Profilausgleich.
Im April 1921 war der Umbau abgeschlossen. Am 13. Mai 1921 wurde die erste Probefahrt in der Öffentlichkeit vorgenommen. Die Presse kritisierte vor allem die Form der Rückenlehnen und die schlechte Belüftung des Wageninnenraumes. Obwohl die Fahrzeuge gegenüber den älteren Lichterfelder Triebwagen deutlich leistungsstärker waren, fand ihr Einsatz größtenteils im Rahmen der Betriebsreserve statt. Nach der Umstellung der Vorortbahn auf das Stromsystem der späteren Berliner S-Bahn im Jahr 1929 wurden die Wagen abgestellt. 
Nach dem Ausbau der elektrischen Komponenten dienten die beiden Einzelgänger anfangs noch als Bahndienstwagen der Reichsbahndirektion Berlin, danach wurden sie als Umkleideraum beziehungsweise Geräteschuppen in der Eisenbahnersiedlung Elstal genutzt. Der ehemalige E.T. 532 wurde dort in den 1960er Jahren verschrottet. E.T. 531 wurde 1999 wiederentdeckt; im Frühjahr 2003 begann in Privatinitiative die Aufarbeitung. Nachdem aber die langfristig gesicherte Unterbringung nicht geklärt werden konnte, musste der Wagen im Jahr 2014 ebenfalls verschrottet werden.

## Aufbau

Innenaufnahme des Versuchswagen, deutlich erkennbar sind die versetzt angeordneten Sitzbänke 1916

Seiten- und Stirnansicht, Grundriss

### Wagenbaulicher Teil
Die Wagen waren in Ganzstahlbauweise errichtet, der Wagenkasten bestand aus Pressstrangprofilen. Vorne rechts befand sich ein Führerstand. Dieser war so abgeteilt, dass der links davon liegende Raum vom Zugbegleiter eingenommen werden oder für weitere Stehplätze dienen konnte. Neben dem rechts vom Führerstand gelegenen Fenster war außen ein Druckknopf für die automatische Türschließeinrichtung angebracht. Die Wagentüren waren als einteilige Außenschiebetüren mit einer lichten Weite von 900 Millimeter ausgeführt.
Der Grundriss des Fahrgastraumes wich von den bisher üblichen Anordnungen ab. Die Querbänke waren versetzt angeordnet, sodass kein durchgehender Gang zwischen den Wagenenden bestand. Auf der den Sitzbänken gegenüberliegenden Seiten befanden sich die Wagentüren. Dadurch wurde im Türbereich ein größerer Raum für Stehplätze gewonnen, was die Fahrgastwechselzeit reduzierte. Die Bänke boten jeweils drei Fahrgästen Platz, die hinter dem Fahrerpult gelegene Bank bot zwei Sitzplätze. Insgesamt waren so 41 Sitzplätze vorhanden, hinzu kamen 104 Stehplätze. Die Sitzflächen waren wenig körpergerecht geformt und bestanden aus hellbraun lackierten Holzlatten mit einer dunkelbraunen oberen Abschlussleiste. Die Raumaufteilung wurde auch ein Jahr später bei dem Versuchszug C für die Berliner Stadt-, Ring- und Vorortbahnen umgesetzt. Die Decken waren mit weißen Paneelen verkleidet, die in Mahagonileisten eingefasst waren. Die Beleuchtung wurde mit Glühwendelbirnen gewährleistet. Die Belüftung erfolgte über in den Deckenwölbungen eingelassene Lüftungsschlitze, von denen die jeweils vordersten und hintersten verschlossen werden konnten. Die Seitenfenster waren fest verschlossen. Gegen hohe Sonneneinstrahlungen konnten die Fahrgäste bei Bedarf eine Jalousie herablassen. Nach den ersten Einsätzen auf den Gleisen der Reichsbahn wurden die Seitenfenster mit Zwischenholmen halbiert. Jeweils eine Fensterhälfte konnte sich durch einen Zugriemen herabgelassen werden. Jeder Triebwagen verfügte über einen Kompressor für die Versorgung der Druckluftbremsen sowie zur Bedienung der Türschließeinrichtung. Der Betriebsdruck lag bei 6 atü.
Die Wagen waren anfangs grau lackiert, Fensterrahmen und das umlaufende Fensterband waren rot gehalten, Rahmen und Drehgestelle waren schwarz lackiert. Im März 1921 wurden die Wagen im Grünton der Reichsbahn lackiert, der Unterboden mit den Drehgestellen fiel schwarz aus.

### Antrieb
Jeder Triebwagen hatte zwei Drehgestelle, von denen das vordere angetrieben war. Die Drehgestelle wurden über Blattfedern abgestützt. Die Motortraversen wurden über Schraubenfedern im Drehgestell abgestützt. Für den Antrieb standen je zwei Tatzlagermotoren vom Typ UV 270 mit je 121 Kilowatt Leistung zur Verfügung. Die elektrische Steuerung erfolgte anfangs über ein Fortschaltrelais. Für den Einsatz auf der Vorortstrecke änderte die Reichsbahn die Getriebeübersetzung so, dass die Höchstgeschwindigkeit von 60 auf 50 km/h gesenkt wurde. Ebenso erfolgte eine Anpassung der elektrischen Leitungen und der Austausch der Kupplungseinrichtungen.